# International Manufacturing Technology Show
Die International Manufacturing Technology Show (IMTS) ist die größte Messe für Fertigungstechnologie in Nordamerika. Veranstalter und Organisator der IMTS ist die Association for Manufacturing Technology, der Branchenverband von Unternehmen der Produktionstechnologie in den USA. Veranstaltungsort ist das McCormick Place in Chicago, das größte Messe- und Veranstaltungszentrum Nordamerikas.
Die Ursprünge der IMTS liegen in der National Machine Tool Builders’ Exposition, die in den Jahren 1927, 1927 und 1935 in Cleveland, Ohio, stattfand. Nach einer kriegsbedingten Unterbrechung wurde die Veranstaltung ab 1947 in Chicago weitergeführt.
Die IMTS findet aktuell alle zwei Jahre statt. Ein Abkommen zwischen der AMT und dem CECIMO (Comité de coopération des industries de la machine-outil), der Veranstalterin der in Europa ansässigen EMO Messe für die metallverarbeitende Industrie, koordiniert die Termine der IMTS und der EMO. In Jahren mit gerader Jahreszahl findet die IMTS in Chicago statt, in Jahren mit ungerader Jahreszahl die EMO in Europa.
Die IMTS dauert sechs Tage und zieht sowohl Besucher und Aussteller aus den USA wie auch viele internationale Aussteller und Besucher an. Die IMTS 2014 hatte 114.147 registrierte Besucher und 2.035 Aussteller. Die Teilnehmer kamen aus 112 Ländern.
Seit 2004 existiert das „Emerging Technologies Center“ als Teil der IMTS. Hier präsentieren Universitäten und Forschungslaboratorien „Technologien der Zukunft“. Viel Interesse und ein großes internationales Medienecho fand zum Beispiel 2014 Local Motors mit dem 3D-Druck des kompletten Chassis eines Strati in nur 44 Stunden.